# ウィル・ブレイロック
ウィル・ブレイロック（William Anthony Blalock, 1983年9月8日 - ）は、アメリカ合衆国マサチューセッツ州ボストン出身のバスケットボール選手。NBLのタウンズビル・クロコダイルズ所属。ポジションはポイント・ガード。2006年のNBAドラフトでアイオワ州立大学からピストンズに2巡目30位（全体60位）で指名された。

## 大学時代
アイオワ州立大学に進学し、チームの司令塔として活躍。平均15.4ポイント、6.1アシストを記録してオールビッグ12サードチームに選出された。大学での通算成績は1078ポイント、464アシスト、177スティール。アシストとスティール合計はアイオワ州立大学において歴代6位である。